# OpenStage
Ein OpenStage-Telefon ist ein Telefon von Unify zur Bürokommunikation von Geschäftskunden. Es gibt OpenStage-Telefone zum Anschluss über SIP, HFA und TDM.
| Serie         | Schnittstelle | Protokoll |
| ------------- | ------------- | --------- |
| OpenStage SIP | Ethernet      | SIP       |
| OpenStage HFA | Ethernet      | CorNet    |
| OpenStage T   | Up0           | CorNet    |

## OpenStage-Produktgruppe
Es gibt mehrere Ausstattungsvarianten, vom Einstiegsmodell ohne Display, dem OpenStage 5, das dem Optipoint 500 entry nur im Gehäuse ähnelt, aber ein SIP-Endgerät ist, bis hin zum OpenStage 80 G mit großformatigem Farb-Display, Gigabit-Switch und umfangreichen Erweiterungsmöglichkeiten.
Die OpenStage-Telefone sind sowohl integrierbar in firmeneigene Kommunikationsplattformen wie OpenScape Voice oder OpenScape Office als auch in der SIP-Version an freie VoIP-Lösungen wie Asterisk anschließbar. Die HFA-Version wird auch von der Firma SWYX als Endgerät unter eigenem Label vertrieben.
Da es sich um eine Telefonfamilie mit offenen Schnittstellen handelt, erlaubt OpenStage die Entwicklung und Integration zusätzlicher Anwendungen auf XML-Basis. Alle IP-Telefone (SIP und HFA) nutzen das Open-Source-Betriebssystem Linux. Die Up0-Geräte sind, mit Ausnahme des OpenStage 60/80 T, ausschließlich mit proprietärer Software ausgestattet.
Die Bedienung der Telefonmenüs ist durch Sensor-Navigationselemente wie das „TouchGuide“ möglich. Über den „TouchSlider“ kann die Lautstärke von Hörer, Klingelton und Lautsprecher individuell eingestellt werden. Darüber hinaus gibt es programmierbare Sensortasten, mit denen häufig benutzte Anwendungen und Leistungsmerkmale, wie Adressbücher, Voicemail, Konferenz und Kurzwahlfunktionen zur Verfügung stehen.